# Trzepla zielona
Trzepla zielona (Ophiogomphus cecilia) – gatunek ważki różnoskrzydłej z rodziny gadziogłówkowatych (Gomphidae).

## Wygląd
Rozpiętość skrzydeł od 60–78 mm, długość ciała 50–60 mm, odwłoka 35–40 mm.
Charakterystyczny jest kształt głowy. Oczy są rozstawione na boki (większość ważek ma oczy stykające się ze sobą). Kolor głowy i tułowia żółtozielone z czarnymi pasami. Odwłok czarny w żółte plamy. U samców ósmy i dziewiąty segment odwłokowy jest wrzecionowato rozszerzony. Samice mają z tyłu głowy dwa różki. 

## Występowanie
Występuje w Eurazji – od Francji po jezioro Bajkał. Na północy od południowej Skandynawii, przez Bałkany i północną Grecję do Kaukazu. Larwy rozwijają się na dnach wód bieżących, gdzie zakopują się w mule lub piasku. Imagines latają od czerwca do września. Zasiedla wolno płynące nizinne i równinne czyste wody o piaszczystym dnie, jak większe strumienie, rzeki i kanały.

## Biologia
Larwy rozwijają się w wodzie 2–3 lata. Dorosłe osobniki żyją kilka tygodni. Jaja zimują w wodzie, wykluwają się na wiosnę. Larwy pokryte są błoną, przez co nie mogą poruszać odnóżami. Później z błon wydostają się odnóża i larwy rozpoczynają właściwe życie w wodzie.

## Ochrona prawna
Na terenie Polski gatunek ten jest objęty ścisłą ochroną gatunkową.